# Mottistone
Mottistone är en by i civil parish Brighstone, på ön Isle of Wight, i grevskapet Isle of Wight i England. Byn är belägen 11 km från Newport. Mottistone var en civil parish fram till 1933 när blev den en del av Brighstone. Civil parish hade 114 invånare år 1931. Byn nämndes i Domedagsboken (Domesday Book) år 1086, och kallades då Modrestan.